# 圣斯德望堂 (希农)

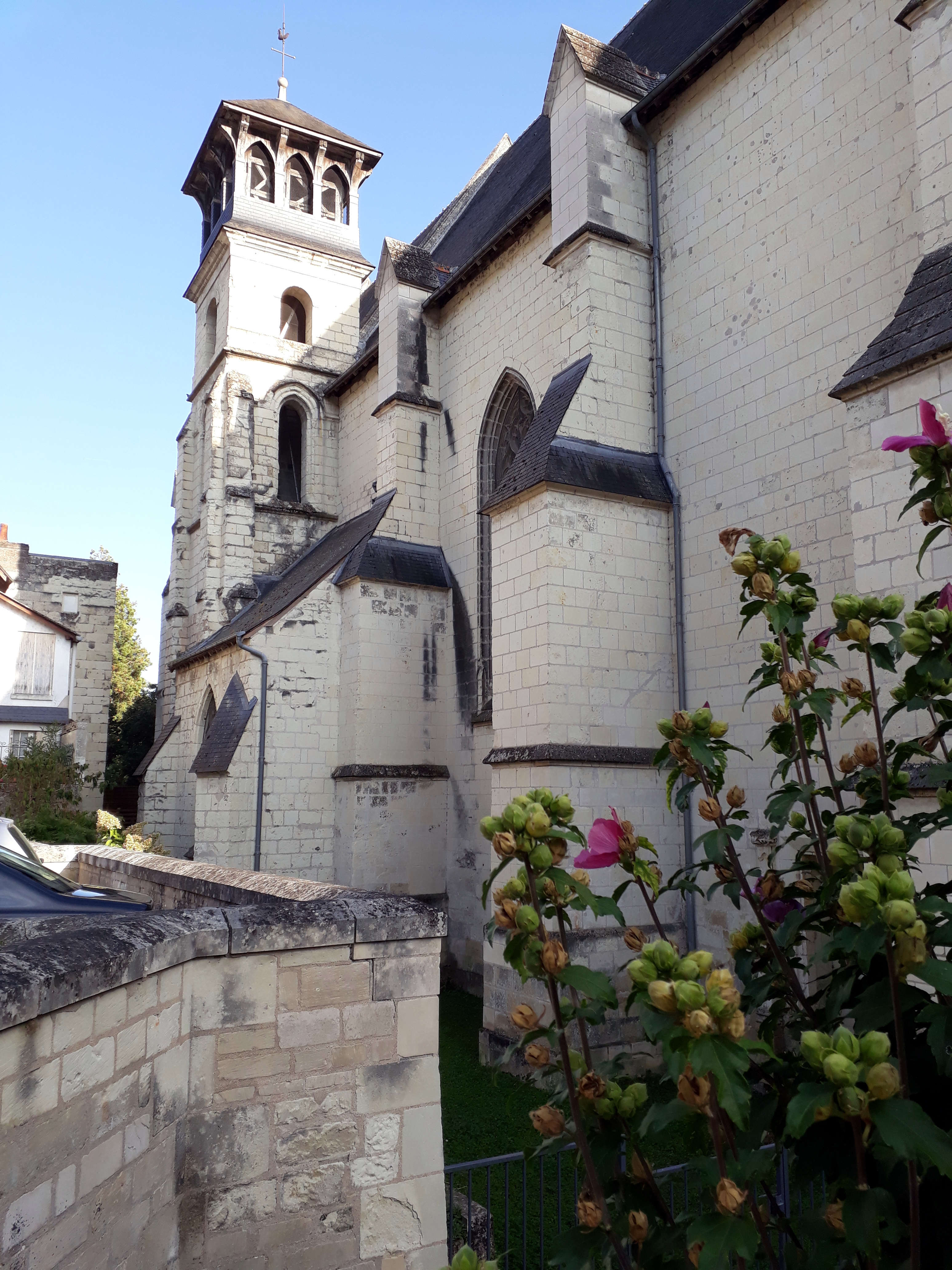

圣斯德望堂（Église Saint-Étienne）是一座罗马天主教堂区教堂，位于法国中央-卢瓦尔河谷大区安德尔-卢瓦尔省希农的维埃纳河右岸山脚下，中世纪市镇中心以东，沿着让-雅克-卢梭街（rue Jean-Jacques-Rousseau），这是中世纪的东西走向主要道路。它位于圣玛息莫堂（collégiale Saint-Mexme）西南偏西150米。这是一座罗马式建筑，始建于6世纪，查理七世时期重建，约1477年完成。1962年6月18日列为法国历史遗迹。